# Billboard Music Award for Top Radio Songs Artist
Der Billboard Music Award for Top Radio Songs Artist wird seit 2011 im Rahmen des Billboard Music Awards vergeben und zeichnet Künstler aus, deren Songs im Radio erfolgreich sind. Mit je zweimal gewannen Rihanna und The Weeknd am häufigsten.

## Gewinner und Nominierte
| Jahr | Gewinner          | Nominierte                                           | Ref.  |
| ---- | ----------------- | ---------------------------------------------------- | ----- |
| 2011 | Rihanna           | Drake Bruno Mars Katy Perry Usher                    | [ 1 ] |
| 2012 | Adele             | Rihanna Bruno Mars Nicki Minaj Katy Perry            | [ 2 ] |
| 2013 | Rihanna           | Flo Rida Fun Maroon 5 Nicki Minaj                    | [ 3 ] |
| 2014 | Justin Timberlake | Imagine Dragons Lorde Bruno Mars Katy Perry          | [ 4 ] |
| 2015 | Sam Smith         | John Legend Maroon 5 Ed Sheeran Taylor Swift         | [ 5 ] |
| 2016 | The Weeknd        | Justin Bieber Ellie Goulding Ed Sheeran Taylor Swift | [ 6 ] |
| 2017 | Twenty One Pilots | The Chainsmokers Drake Justin Bieber Rihanna         |       |
| 2018 | Ed Sheeran        | Bruno Mars Charlie Puth Halsey Imagine Dragons       |       |
| 2019 | Drake             | Ariana Grande Cardi B Post Malone Maroon 5           |       |
| 2020 | Jonas Brothers    | Khalid Lizzo Shawn Mendes Post Malone                |       |
| 2021 | The Weeknd        | Justin Bieber Lewis Capaldi Dua Lipa Harry Styles    |       |
| 2022 | Olivia Rodrigo    | Justin Bieber Doja Cat Ed Sheeran The Weeknd         |       |

## Mehrfach-Gewinner und Nominierungen

### Mehrfach-Gewinner
2 Awards
- Rihanna
- The Weeknd

### Mehrfach-Nominierungen
4 Nominierungen
- Justin Bieber

3 Nominierungen
- Bruno Mars
- Katy Perry
- Rihanna
- Ed Sheeran
- The Weeknd

2 Nominierungen
- Maroon 5
- Nicki Minaj
- Taylor Swift